# ロリス
ロリス（Lorris）は、フランスのサントル＝ヴァル・ド・ロワール地域圏ロワレ県モンタルジ郡ロリス小郡の小郡庁所在地にあたるコミューンである。この都市の住民はロリソワ（Lorriçois）という。なお、この都市の本来の読み方はロリであるが、近年は「ロリス」と発音されるのが一般的である（後述も参照）。

## 由来と発音
ロリスの語源は、かつてのラテン語名称ラウリ・アクム（Lauri Acum）が転訛したものと見なされている。ただし、ロワ・ロワ（Loys Roy, 王の法 (les lois du Roi)の意だという）が転訛したとする異説もある。
この都市の本来の読み方は「ロリ」（/lori/,  rは巻き舌で、語末のsは無音）である。ただしその発音は第二次世界大戦後、「ロリス」（/loris/ , rは巻き舌ではない）に取って替わられる形で、ほとんど姿を消してしまった。理由は明確ではないが、似た音の近隣市ロレ（ロレ＝ル＝ボカージュ＝プレオー）やルリと区別しようとしたものと考えられる。

## 地理
ロリスはガティネ地方の南縁に位置している。これは、パリの約130km南で、モンタルジやシュリ＝シュル＝ロワールへの途上にあたる。また、オルレアンからは60kmのところにある。ロリスの名は、オルレアンの森の最東端ロリス山塊にも用いられている。

## 経済
ロリスの主要産品は、とうもろこしや小麦などの農産物、及び牛、羊、家禽類などの畜産物である。

## 歴史
ロリスは11世紀には初期カペー朝の狩猟場であり、規模は随分小さなものではあったが離宮もあった。その後のロリスは次の4つの史実によって知られている。

### ロリス憲章
ロリス憲章（La Charte de Lorris）は、1134年にルイ6世によって発布されたものである。これによってロリスは特認と免税とを得て、フランスで最初の自由都市（commune libre）となったのである。

### ギヨーム・ド・ロリス
ロリスは『薔薇物語』本編の著者ギヨーム・ド・ロリスの生まれた地でもある。

### ロリスの講和
ロリスの講和（La Paix de Lorris）は、1243年1月にルイ9世とトゥールーズ伯レーモン7世 (トゥールーズ伯)（Raimond VII）の間で結ばれたものである。これは1229年4月12日にルイ9世の母ブランシュ・ド・カスティーユの配慮で締結されていたパリ条約を更新するものであった。これにより、レモン7世はナルボンヌとアルビを手放し、カタリ派の駆逐を許すことになった。ここにおいて、フランス王への南仏諸侯の抵抗やカタリ派の黙認に、決定的な終止符が打たれたのである。ちなみに、この講和に合わせ、レーモン7世は娘ジャンヌを王弟アルフォンスに嫁入りさせている。

### オルレアンの交差路の虐殺
第二次世界大戦時にはロワレ県はレジスタンスの強固な地域のひとつであった。それゆえデポルタシオン（政治犯収容所）に送られる者も多かったが、とりわけロリスにおいてはそうであった。
ロリス山塊の中、オルレアンの森に位置する交差路（今日ではレジスタンスの交差路と呼ばれる）では、1944年8月14日に、落ち延びていた50人以上の抗独レジスタンスが虐殺された。彼らの墓の後方には、占領者たちが犠牲者を閉じ込めて焼き払った建物が存在していた。この事件は同じく第二次世界大戦中になされたオラドゥール＝シュル＝グラヌの虐殺を彷彿とさせるものがある。

## 史跡・文化遺産
- ノートル＝ダム教会 - 12世紀ロマネスク様式の美しい教会で、ヨーロッパで最古級（1501年）のパイプオルガンがある。このパイプオルガンは1970年から1974年にかけて修復され、現在歴史遺産に指定されている。側面の16世紀の礼拝堂の一つには、色鮮やかないくつかの小像がある。
- 12世紀のホール（1992年に20世紀的な様式で再建された）とルネサンス様式の15世紀の市庁舎 - 色鮮やかな煉瓦の装飾を備えている。
- オルレアン運河
- 県立レジレジスタンス・デポルタシオン博物館
- 時計師ジョルジュ・ルモワーヌ博物館

## 古文書
- ロリス憲章 - 1134年に締結された原本は現存しないが、1155年の初期の写本が保管されている。

## レジャー
- レ・ボワ湖での基本的なレジャー- ミニゴルフ、カヌー、テニス
- 魚釣り、狩猟（毎週水曜日・土曜日）
- オルレアンの森で魚を取るみさご（6月1日-8月15日）
- 鹿の鳴き声（9月）- 国営森林事務局のガイドによる観察
- 飛行機クラブ（Aéro-club）まで10キロ、ヘリコプターセンター（Hélicentre）まで1キロ
- 乗馬センター